# Indianreservat

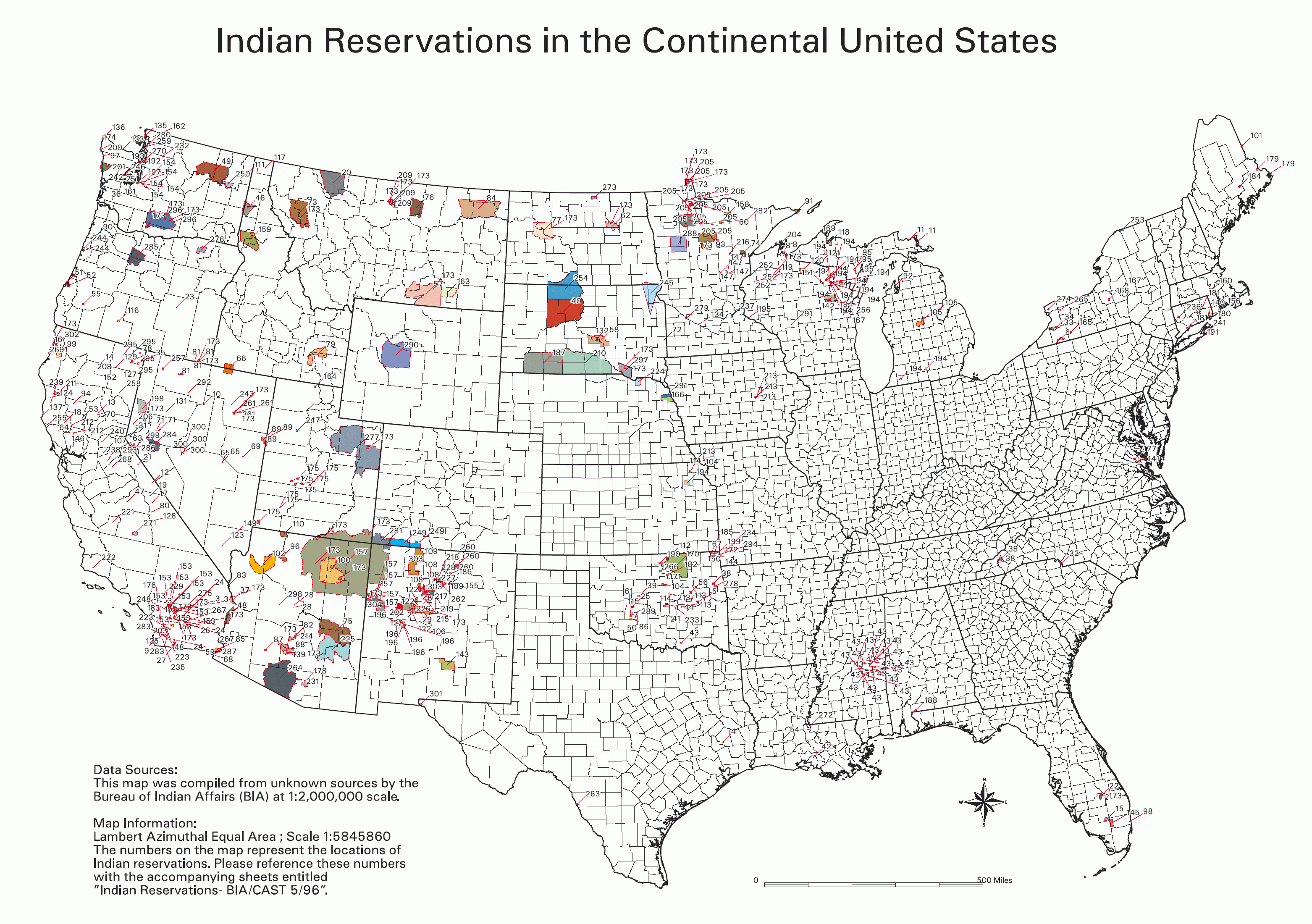
BIA-karta över reservat i USA.

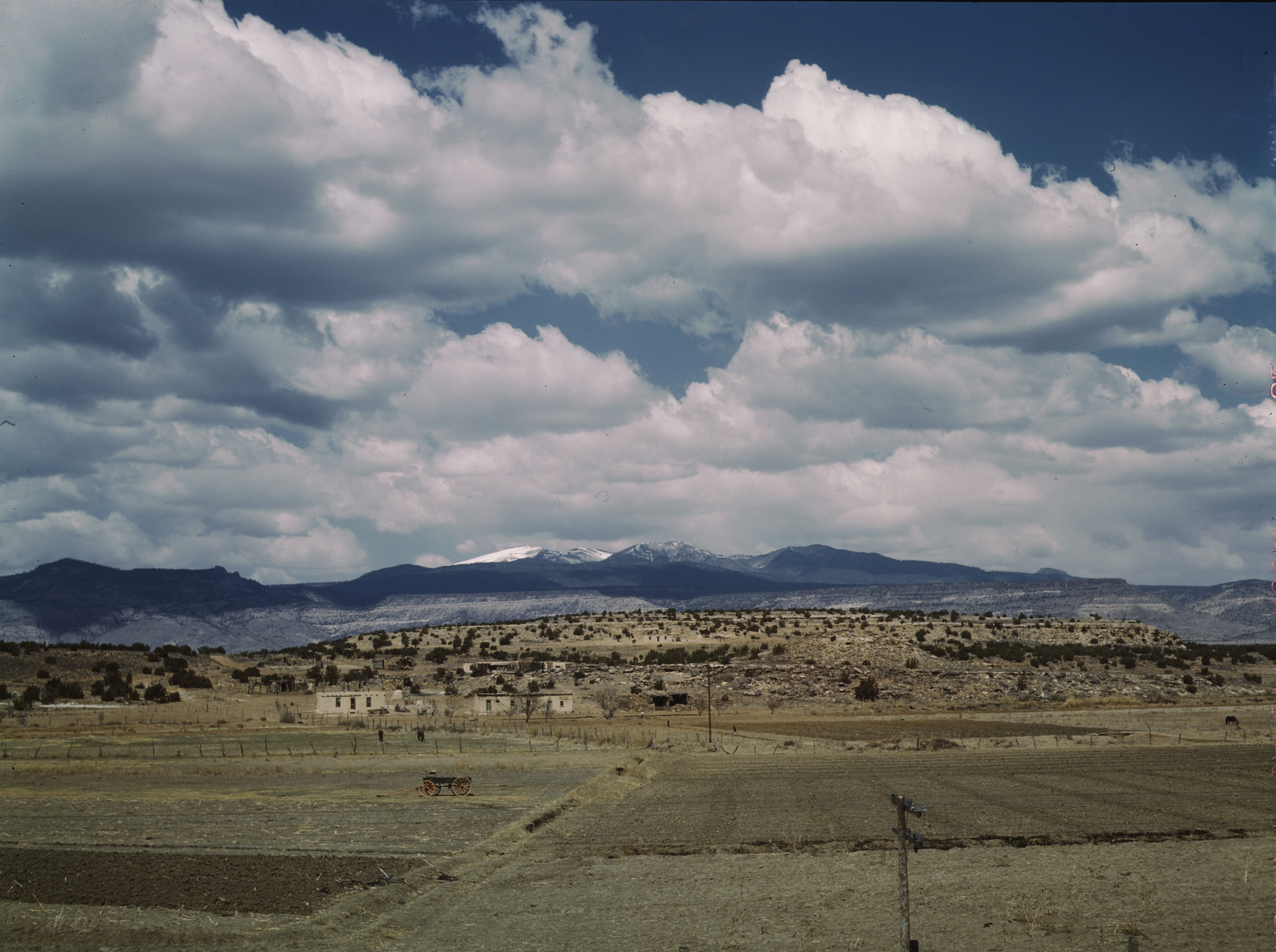
De flesta reservaten finns i västra USA. Här Lagunareservatet i New Mexico i mars 1943.

Indianreservat (Indian Reservations) är i Förenta staterna områden som styrs av amerikanska urfolkstammar. I Kanada är Indian Reserves mark som avsatts för bruk av First Nations.
Det finns cirka 300 indianreservat i USA, vilket innebär att inte samtliga över 500 urfolkstammar har egna reservat: vissa stammar har fler än ett reservat medan andra inte har något. Dessutom är vissa reservat, på grund av försäljning och fördelning av landområdena, väldigt fragmenterade, och varje landområde utgör en separat enklav. Detta kan medföra stora administrativa svårigheter. Reservaten är ojämnt spridda över USA; i vissa stater finns det inte några reservat. Av alla dessa reservat har endast tolv en yta ungefär motsvarande Gotlands, och endast nio närmar sig Stockholms läns yta. Navajofolket förfogar över den största markytan, 67 339 kvadratkilometer, eller mer än tio gånger så stort som Stockholms län. Jurisdiktion över indianreservaten utövas av stamrådet. Indianreservaten har ofta egna former av regering, varav endast vissa efterliknar styrelseformen utanför reservatet. För närvarande bor en knapp majoritet av urfolk på andra ställen än i reservaten, ofta i stora städer i västra USA så som Phoenix, Arizona och Los Angeles.
Det finns cirka 200 indianreservat i Kanada.

## USA

### Historia
USA:s policy att skapa reservat för Amerikas ursprungsbefolkning etablerades av Ulysses S. Grants administration under det sena 1860-talet som lösning av problemet med växande konflikter mellan nybyggare och urfolkstammarna i västra USA. Förhållandet mellan nybyggarna och ursprungsbefolkningen hade blivit sämre då nybyggarna slog sig ned på urfolkstammarnas jaktmarker och tog över naturresurser som dessa tidigare hade använt.
Grant följde en påstådd "fredspolitik" som en möjlig lösning av konflikten. Den innehöll bland annat en förflyttning av olika stammar från deras ursprungshem till landområden som etablerades specifikt för att bosättas av dem. Den innebar även ett byte av regeringsrepresentanter mot religiösa män nominerade av kyrkorna, för att ha uppsikt över urfolkbyråerna på reservaten och för att kunna lära ut kristendom till stammarna. Kväkarna var speciellt aktiva inom den här politiken. Det slutliga målet var att förbereda stammarna inför ett medborgarskap i USA.
Eftersom stammarna inte längre hade tillåtelse att jaga på det sätt som de tidigare hade gjort, skulle de läras rudimentärt jordbruk för att kunna livnära sig av sitt nya land. I många fall var dock inte landområdena lämpliga för, och i vissa fall var de direkt olämpliga för, jordbruk, vilket innebar att många stammar som godtog policyn hamnade på gränsen till svält.
Överenskommelserna inkluderade ibland att den federala regeringen årligen gav en stam en viss mängd gods. Genomförandet av politiken var dock ojämn, och i många fall levererades inte detta.

### Tvister
Politiken var kontroversiell redan från början. Reservaten etablerades oftast genom beordring från staten, och i många fall minskades landområdens storlek efter att vita nybyggare hade protesterat mot den. En rapport från USA:s kongress 1868 påpekade vida spridd korruption bland de federala urfolkbyråerna, och allmänt dåliga villkor för de förflyttade stammarna.
Många stammar ignorerade förflyttningsordern först, och tvingades till sina nya förminskade områden. I många fall krävdes stöd från USA:s armé för att begränsa olika stammars förflyttningar. Förföljelsen av stammarna för att tvinga dem tillbaka till reservaten ledde till ett antal "Indian Wars". Det mest kända är konflikten med Siouxstammen på de norra stora slättlanden, mellan 1876 och 1881, som inkluderade Slaget vid Little Bighorn. Ett annat krig var det mellan USA:s armé och Nez Perce.
Vid det sena 1870-talet ansågs Grants politik som ett misslyckande, framför allt eftersom den hade lett till några av de blodigaste krigen mellan USA:s urinvånare och USA. 1877 började president Rutherford B. Hayes fasa ut politiken, och 1882 hade alla religiösa organisationer avstått sin myndighet till den federala urfolkbyrån.
1887 slog USA:s kongress in på en markant annorlunda reservatpolitik, då den antog Dawes Act, eller "General Allotment (Severalty)) Act" (ungefär: allmänna fördelningspolitik). Akten avbröt den allmänna politiken av att bevilja landområden till stammar som en helhet genom att bevilja små landområden till enskilda stammedlemmar. I vissa fall, till exempel Umatillas indianreservat, minskades reservatets storlek efter att de individuella områdena delats ut genom att överskottet tilldelades vita nybyggare. Individuella tilldelningen pågick ända fram till 1934, då den avslutades genom antagandet av Wheeler-Howard Act.

### Dobbel
1979 påbörjade Seminolestammen i Florida bingospelande på sitt reservat. Staten försökte förmå dem av avsluta verksamheten men blev hindrade i rätten. På 1980-talet fastslogs sedan i en rättegång att reservaten får ha olika former av dobbel. 1988 antog USA:s kongress Indian Gaming Regulatory Act (ungefär Akten om reglering av indianers dobbelverksamhet) vilken erkänner urfolkstammarnas rätt att ha spel och dobbelinrättningar på sina reservat, under förutsättning att den stat som reservatet ligger i har någon form av laglig dobbel.

### Urfolkpolis
Polisverksamheten på indianreservaten är ett komplicerat nätverk av överlappande befogenheter. Brottets svårighetsgrad, förövarens ras och var brottet har begåtts bestämmer vilken polismyndighet eller vilka polismyndigheter, på federal, delstatlig, lokal, eller urfolk-nivå, som har befogenhet att ingripa. Huvudregeln är att brott begångna av icke-urfolk mot urfolk på ett reservat faller under federal jurisdiktion, grova brott av en urfolk-individ mot en annan urfolk-individ på ett reservat är också ett federalt brott, medan mindre grova brott av en urfolk-individ mot en annan urfolk-individ på ett reservat faller under urfolk-jurisdiktion och brott begångna av icke-urfolk mot icke-urfolkpå ett reservat faller under delstatlig jurisdiktion.
- urfolknationernas egen polis kan bara ingripa mot urfolk och utreda brott som urfolk har begått mot urfolk-lagstiftning.[4] Dessa befogenheter omfattar sådana urfolk som tillhör den stam eller nation som bor på reservatet. Urfolk från andra nationer som vistas på reservatet är sedan 1990 åter underkastade denna jurisdiktion.[2]Det fanns ca 3 000 poliser i 178 indianska polismyndigheter år 2008.[5]
- Indianbyrån (BIA) handhar den grundläggande polisverksamheten på reservaten och har tillsammans med FBI huvudansvaret för att utreda federala brott begångna på dessa.[6] Ordningspolisen lyder under indianagenten på varje reservat, medan brottsutredningr genomförs av kriminalpoliser tillhöriga BIA:s Office of Law Enforcement Services.[7]
- FBI utreder, genom sin Indian Country Unit, framförallt mord, övergrepp mot barn, grov misshandel, narkotika- och gängrelaterade brott, korruption och bedrägeri mot federala eller urfolk-myndigheter, brott mot spellagstiftningen samt egendomsbrott.[8]
- Andra federala polismyndigheter, som DEA och ATF med flera, utreder även federala brott begångna på indianreservaten.[6]
- Alaska, Kalifornien, Minnesota, Nebraska, Oregon och Wisconsin har genom kongresslagstiftning, med undantag för vissa reservat, fått jurisdiktion över brott som begås av urfolk på indianreservaten inom dessa delstaters områden.[3]

### Förteckning över reservat inomFörenta staterna
1. Absentee Shawnee
2. Acoma
3. Agua Caliente
4. Alabama-Coushatta
5. Alabama-Quassarte Creeks
6. Allegany
7. Apache
8. Bad River
9. Barona Ranch
10. Battle Mountain
11. Bay Mills
12. Benton Paiute
13. Berry Creek
14. Big Bend
15. Big Cypress
16. Big Lagoon
17. Big Pine
18. Big Valley
19. Bishop
20. Blackfeet
21. Bridgeport
22. Brighton
23. Burns Paiute Colony
24. Cabezon
25. Caddo
26. Cahuilla
27. Campo
28. Camp Verde
29. Canoncito
30. Capitan Grande
31. Carson
32. Catawba
33. Cattaraugus
34. Cayuga
35. Cedarville
36. Chehalis
37. Chemehuevi
38. Cherokee
39. Cheyenne-Arapahoe
40. Cheyenne River
41. Chickasaw
42. Chitimacha
43. Choctaw
44. Citizen Band Of Potawatomi
45. Cochiti
46. Coeur D'alene
47. Cold Springs
48. Colorado River
49. Colville
50. Comanche
51. Coos, Lower Umpqua & Siuslaw
52. Coquille
53. Cortina
54. Coushatta
55. Cow Creek
56. Creek
57. Crow
58. Crow Creek
59. Cuyapaipe
60. Deer Creek
61. Delaware
62. Devils Lake
63. Dresslerville Colony
64. Dry Creek
65. Duckwater
66. Duck Valley
67. Eastern Shawnee
68. East Cocopah
69. Ely Colony
70. Enterprise
71. Fallon
72. Flandreau Indian School
73. Flathead
74. Fond Du Lac
75. Fort Apache
76. Fort Belknap
77. Fort Berthold
78. Fort Bidwell
79. Fort Hall
80. Fort Independence
81. Fort Mcdermitt
82. Fort Mcdowell
83. Fort Mohave
84. Fort Peck
85. Fort Yuma
86. Ft. Sill Apache
87. Gila Bend
88. Gila River
89. Goshute
90. Grande Ronde
91. Grand Portage
92. Grand Traverse
93. Greater Leech Lake
94. Grindstone
95. Hannahville
96. Havasupai
97. Hoh
98. Hollywood
99. Hoopa Valley
100. Hopi
101. Houlton Maliseets
102. Hualapai
103. Inaja
104. Iowa
105. Isabella
106. Isleta
107. Jackson
108. Jemez
109. Jicarilla
110. Kaibab
111. Kalispel
112. Kaw
113. Kialegee Creek
114. Kickapoo
115. Kiowa
116. Klamath
117. Kootenai
118. L'anse
119. Lac Courte Oreilles
120. Lac Du Flambeau
121. Lac Vieux Desert
122. Laguna
123. Las Vegas
124. Laytonville
125. La Jolla
126. La Posta
127. Likely
128. Lone Pine
129. Lookout
130. Los Coyotes
131. Lovelock Colony
132. Lower Brule
133. Lower Elwah
134. Lower Sioux
135. Lummi
136. Makah
137. Manchester
138. Manzanita
139. Maricopa
140. Mashantucket Pequot
141. Mattaponi
142. Menominee
143. Mescalero
144. Miami
145. Miccosukee
146. Middletown
147. Mille Lacs
148. Mission
149. Moapa
150. Modoc
151. Mole Lake
152. Montgomery Creek
153. Morongo
154. Muckleshoot
155. Nambe
156. Narragansett
157. Navajo
158. Nett Lake
159. Nez Perce
160. Nipmoc-Hassanamisco
161. Nisqually
162. Nooksack
163. Northern Cheyenne
164. Northwestern Shoshone
165. Oil Springs
166. Omaha
167. Oneida
168. Onondaga
169. Ontonagon
170. Osage
171. Otoe-Missouri
172. Ottawa
173. Out
174. Ozette
175. Paiute
176. Pala
177. Pamunkey
178. Pascua Yaqui
179. Passamaquoddy
180. Paucatauk Pequot
181. Paugusett
182. Pawnee
183. Pechanga
184. Penobscot
185. Peoria
186. Picuris
187. Pine Ridge
188. Poarch Creek
189. Pojoaque
190. Ponca
191. Poosepatuck
192. Port Gamble
193. Port Madison
194. Potawatomi
195. Prairie Isle
196. Puertocito
197. Puyallup
198. Pyramid Lake
199. Quapaw
200. Quillayute
201. Quinault
202. Ramah
203. Ramona
204. Red Cliff
205. Red Lake
206. Reno-Sparks
207. Rincon
208. Roaring Creek
209. Rocky Boys
210. Rosebud
211. Round Valley
212. Rumsey
213. Sac And Fox
214. Salt River
215. Sandia
216. Sandy Lake
217. Santa Ana
218. Santa Clara
219. Santa Domingo
220. Santa Rosa
221. Santa Rosa (North)
222. Santa Ynez
223. Santa Ysabel
224. Santee
225. San Carlos
226. San Felipe
227. San Ildefonso
228. San Juan
229. San Manual
230. San Pasqual
231. San Xavier
232. Sauk Suiattle
233. Seminole
234. Seneca-Cayuga
235. Sequan
236. Shagticoke
237. Shakopee
238. Sheep Ranch
239. Sherwood Valley
240. Shingle Spring
241. Shinnecock
242. Shoalwater
243. Shoshone
244. Siletz
245. Sisseton
246. Skokomish
247. Skull Valley
248. Soboba
249. Southern Ute
250. Spokane
251. Squaxon Island
252. St. Croix
253. St. Regis
254. Standing Rock
255. Stewarts Point
256. Stockbridge Munsee
257. Summit Lake
258. Susanville
259. Swinomish
260. Taos
261. Te-Moak
262. Tesuque
263. Texas Kickapoo
264. Tohono O'odham
265. Tonawanda
266. Tonikawa
267. Torres Martinez
268. Toulumne
269. Trindad
270. Tulalip
271. Tule River
272. Tunica-Biloxi
273. Turtle Mountains
274. Tuscarora
275. Twentynine Palms
276. Umatilla
277. Uintah And Ouray
278. United Keetoowah Band Of Cherokee
279. Upper Sioux
280. Upper Skagit
281. Ute Mountain
282. Vermilion Lake
283. Viejas
284. Walker River
285. Warm Springs
286. Washoe
287. West Cocopah
288. White Earth
289. Wichita
290. Wind River
291. Winnebago
292. Winnemucca
293. Woodford Indian Community
294. Wyandotte
295. Xl Ranch
296. Yakama
297. Yankton
298. Yavapai
299. Yerington
300. Yomba
301. Ysleta Del Sur
302. Yurok
303. Zia
304. Zuni

## Kanada

### Förteckning över reservat iKanada
Rangordnat efter befolkningsstorlek.

1. Blood 148, Alberta: 4 177
2. Norway House 17, Manitoba: 4 071
3. Samson 137, Alberta: 3 295
4. Eskasoni 3, Nova Scotia: 2 952
5. Siksika 146, Alberta: 2 767
6. St. Theresa Point, Manitoba: 2 632
7. Stoney 142, 143, 144, Alberta: 2 529
8. Sandy Bay 5, Manitoba: 2 518
9. Peguis 1B, Manitoba: 2 513
10. Capilano 5, British Columbia: 2 495
11. Wikwemikong Unceded, Ontario: 2 387
12. Betsiamites, Québec: 2 357
13. Okanagan 1, British Columbia (del): 2 192 — Okanagan Indian Band, Okanagan people, Vernon
14. Opaskwayak Cree Nation 21E, Manitoba: 2 187
15. Fort Alexander 3, Manitoba: 2 121
16. Pikangikum 14, Ontario: 2 100
17. Nelson House 170, Manitoba: 2 096
18. Oxford House 24, Manitoba: 1 947
19. Duck Lake 7, British Columbia: 1 925
20. Garden Hill First Nation, Manitoba: 1 898
21. Richibucto 15, New Brunswick: 1 897
22. Walpole Island 46, Québec: 1 878
23. Manawan, Québec: 1 843
24. Sandy Lake 88, Ontario: 1 843
25. Split Lake 17, Manitoba (del): 1 819
26. Fort Albany 67, Ontario (del): 1 805
27. Kamloops 1, British Columbia: 1 785
28. Obedjiwan, Québec: 1 782
29. Cowichan 1, British Columbia: 1 805
30. Fox Lake 162, Alberta: 1 753
31. Seekaskootch 119, Saskatchewan: 1 752
32. Mashteuiatsh, Québec: 1 749
33. Cross Lake 19A, Manitoba: 1 663
34. New Songhees 1A, British Columbia: 1 643
35. East Saanich 2, British Columbia: 1 637
36. Cross Lake 19, Manitoba: 1 586
37. Lac La Ronge 156, Saskatchewan: 1 534
38. Pukatawagan 198, Manitoba: 1 478
39. Listuguj, Québec: 1 475
40. Penticton 1, British Columbia: 1 470
41. Stanley 157, Saskatchewan: 1 467
42. Ermineskin 138, Alberta: 1 464
43. Big River 118, Saskatchewan: 1 437
44. Stony Plain 135, Alberta: 1 418
45. Nipissing 10, Ontario: 1 413
46. Burrard Inlet 3, British Columbia: 1 405
47. Musqueam 2, British Columbia: 1 370
48. Pelican Narrows 184B, Saskatchewan: 1 342
49. Piikani 147, Alberta: 1 300
50. White Fish Lake 128, Alberta: 1 237
51. Uashat, Québec: 1 190
52. Ebb and Flow 52, Manitoba: 1 189
53. Tzeachten 13, British Columbia: 1 165
54. Louis Bull 138B, Québec: 1 180
55. Lac-Simon, Québec: 1 165
56. Kitigan Zibi, Québec: 1 165
57. Beardy's 97 och Okemasis 96, Saskatchewan: 1 161
58. Wasagamack, Manitoba: 1 160
59. Fort Hope 64, Ontario: 1 144
60. Fisher River 44, Ontario: 1 129
61. Waywayseecappo First Nation, Manitoba: 1 127
62. Maliotenam, Québec: 1 123
63. Burnt Church 14, New Brunswick: 1 120
64. Sturgeon Lake 101, Saskatchewan: 1 116
65. Chicken 224, Saskatchewan: 1 109
66. God's Lake 23, Manitoba: 1 105
67. Ahtahkakoop 104, Saskatchewan: 1 101
68. Wabamun 133A, Alberta: 1 088
69. Sioux Valley Dakota Nation, Manitoba: 1 079
70. Wemotaci, Québec: 1 073
71. Bella Bella 1, British Columbia: 1 066
72. Curve Lake First Nation 35, Ontario: 1 060
73. Sturgeon Lake 154, Alberta: 1 051
74. Tsinstikeptum 10, British Columbia: 1 040
75. John D'Or Prairie 215, Alberta: 1 025
76. Kettle Point 44, Ontario: 1 020
77. Indian Brook 14, Nova Scotia: 1 014
78. Kehewin 123, Alberta: 1 007
79. Garden River 14, Ontario: 985
80. Chemawawin 2, Manitoba: 983
81. Mistawasis 103, Saskatchewan: 968
82. Alexander 134, Alberta: 962
83. Lac La Hache 220, Saskatchewan: 953
84. Hay Lake 209, Alberta: 951
85. La Romaine, Québec: 926
86. Shamattawa 1, Manitoba: 920
87. Kitchenuhmaykoosib Aaki 84, Ontario: 916
88. Southend 200, Saskatchewan: 910
89. Fort William 52, Ontario: 909
90. Fairford 50, Manitoba (del): 904
91. Sagamok, Ontario: 884
92. Montreal Lake 106, Saskatchewan: 880
93. Tobique 20, New Brunswick: 878
94. Gordon 86, Saskatchewan: 866
95. Wabasca 166D, Alberta: 863
96. Mnjikaning First Nation 32, Ontario: 846
97. Red Sucker Lake 1976, Manitoba: 845
98. Canoe Lake 165, Saskatchewan: 822
99. Lac Seul 28, Ontario: 821
100. Kimosom Pwatinahk 203, Saskatchewan: 821
101. Thunderchild First Nation 115B, Saskatchewan: 819
102. Chitek Lake 191, Saskatchewan: 818
103. Natashquan, Québec: 810
104. Fond du Lac 227, Saskatchewan: 801
105. Makwa Lake 129B, Saskatchewan: 800
106. Mount Currie 6, British Columbia: 799
107. Little Grand Rapids 14, Manitoba: 796
108. White Bear 70, Saskatchewan: 796
109. Bella Coola 1, British Columbia: 788
110. Wabaseemoong, Ontario: 786
111. Utikoomak Lake 155, Alberta: 786
112. Skidegate 1, British Columbia: 781
113. Devon 30, New Brunswick: 767
114. M'Chigeeng 22, Ontario: 766
115. Saugeen 29, Ontario: 758
116. Long Plain 6, Manitoba (del): 752
117. Unipouheos 121, Alberta: 749
118. Chippewas of the Thames First Nation 42, Ontario: 747
119. Buffalo River Dene Nation 193, Ontario: 741
120. Berens River 13, Manitoba: 739
121. Alexis 133, Alberta: 734
122. Waterhen 130, Saskatchewan: 727
123. Membertou 28B, Nova Scotia: 726
124. Gitanmaax 1, British Columbia: 723
125. Gitsegukla 1, British Columbia: 721
126. Drift Pile River 150, Alberta: 720
127. James Smith 100, Saskatchewan: 708
128. Natuashish 2, Newfoundland and Labrador: 706
129. Sarnia 45, Ontario: 706
130. Millbrook 27, Nova Scotia: 703
131. Constance Lake 92, Ontario: 702
132. Weagamow Lake 87, Ontario: 700
133. Moose Lake 31A, Manitoba: 698
134. Masset 1, British Columbia: 694
135. Couchiching 16A, Ontario: 691
136. Poorman 88, Saskatchewan: 688
137. Chemainus 13, British Columbia: 684
138. Sliammon 1, British Columbia: 682
139. Kasabonika Lake, Ontario: 681
140. Deer Lake, Ontario: 681
141. Lax Kw'alaams 1, British Columbia: 679
142. Assiniboine 76, Saskatchewan: 671
143. Kitsakie 156B, Saskatchewan: 671
144. Marktosis 15, British Columbia: 661
145. Clearwater River Dene 222, Saskatchewan: 658
146. Red Pheasant 108, Saskatchewan: 656
147. Priest's Valley 6, British Columbia: 655
148. Grand Rapids 33, Manitoba: 651
149. Wabasca 166A, Alberta: 648
150. Poplar River 16, Manitoba: 643
151. Montana 139, Alberta: 635
152. English River 21, Ontario: 633
153. Whycocomagh 2, Nova Scotia: 623
154. Whitefish Bay 32A , Ontario: 622
155. Hole or Hollow Water 10, Ontario: 619
156. Flying Dust First Nation 105, Saskatchewan: 619
157. Dog Creek 46, Ontario: 617
158. Kispiox 1, British Columbia: 617
159. Webequie, Ontario: 614
160. Pine Creek 66A, Manitoba: 614
161. Woyenne 27, British Columbia: 614
162. Cote 64, Saskatchewan: 607
163. Cross Lake 19E, Manitoba: 605
164. Lac Brochet 197A, Manitoba: 604
165. Shoal River Indian Reserve 65A, Manitoba: 603
166. Osoyoos 1, British Columbia: 600
167. Cumberland House Cree Nation 20, Saskatchewan: 595
168. Sucker Creek 150A, Alberta: 594
169. Neyaashiinigmiing 27, Ontario: 591
170. Carrot River 29A, Saskatchewan: 590
171. Christian Island 30, Ontario: 584
172. Little Pine 116, Saskatchewan: 577
173. Bloodvein 12, Manitoba: 576
174. South Saanich 1, British Columbia: 571
175. Mission 1, British Columbia: 569 — Esla7an/Squamish Nation, Skwxwu7mesh people, North Vancouver
176. Roseau River 2, Manitoba: 568
177. Rankin Location 15D, Ontario: 566
178. Chehalis 5, British Columbia: 560
179. God's River 86A, Manitoba: 556
180. Muskoday First Nation, Saskatchewan: 553
181. Seabird Island, British Columbia: 548
182. Shoal Lake 28A, Saskatchewan: 545
183. Ministikwan 161, Saskatchewan: 533
184. Matimekosh, Québec: 528
185. Wapachewunak 192D, Saskatchewan: 526
186. Anahim's Flat 1, British Columbia: 526
187. Kitamaat 2, British Columbia: 514
188. Cowessess 73, Saskatchewan: 513
189. Alderville First Nation, Ontario: 506
190. Kahkewistahaw 72, Saskatchewan: 506
191. Timiskaming, Québec: 505
192. The Narrows 49, Manitoba: 505
193. Eel Ground 2, New Brunswick: 503
194. Keeseekoose 66, Saskatchewan: 500